# Chris Bender
Chris Bender (1971) è un produttore cinematografico statunitense, noto per aver essere stato il coproduttore della serie di film di American Pie.

## Filmografia
- American Pie (1999)
- Final Destination (2000)
- Black People Hate Me and They Hate My Glasses (2000)
- Come cani e gatti (2001)
- American Pie 2 (2001)
- The Outsider (2002)
- American Pie - Il matrimonio (2003)
- Blind Horizon - Attacco al potere (2003)
- The Butterfly Effect (2004)
- The Ring 2 (2005)
- Quel mostro di suocera (2005)
- A History of Violence (2005)
- Red Eye (2005)
- Just Friends (Solo amici) (2005)
- The Butterfly Effect 2 (2006)
- Rovine (2008)
- Major Movie Star (2008)
- Kill Theory (2009)
- Kyle XY (2006-2009)
- Una notte da leoni (2009)
- The Hole (2009)
- Sono il Numero Quattro (2010)
- Una proposta per dire sì (2010)
- Arturo (2011)
- Una notte da leoni 2 (2011)
- Come ti spaccio la famiglia (2013)
- Zombeavers (2014)
- Come ammazzare il capo 2 (Horrible Bosses 2), regia di Sean Anders (2014)
- Come ti rovino le vacanze (Vacation), regia di John Francis Daley e Jonathan M. Goldstein (2015)
- Criminal, regia di Ariel Vromen (2016)
- Under the Silver Lake, regia di David Robert Mitchell (2018)
- My Spy - La città eterna (My Spy: The Eternal City), regia di Peter Segal (2024)
- The Parenting, regia di Craig Johnson (2025)